# Kostel svatého Jana Křtitele (Újezd pod Troskami)
Kostel svatého Jana Křtitele v Újezdě pod Troskami v oblasti Českého ráje je sakrální stavbou ležící na okraji osady při silnici u hřbitova. Od 28. října 2021 je kostel chráněn jako kulturní památka.

## Historie

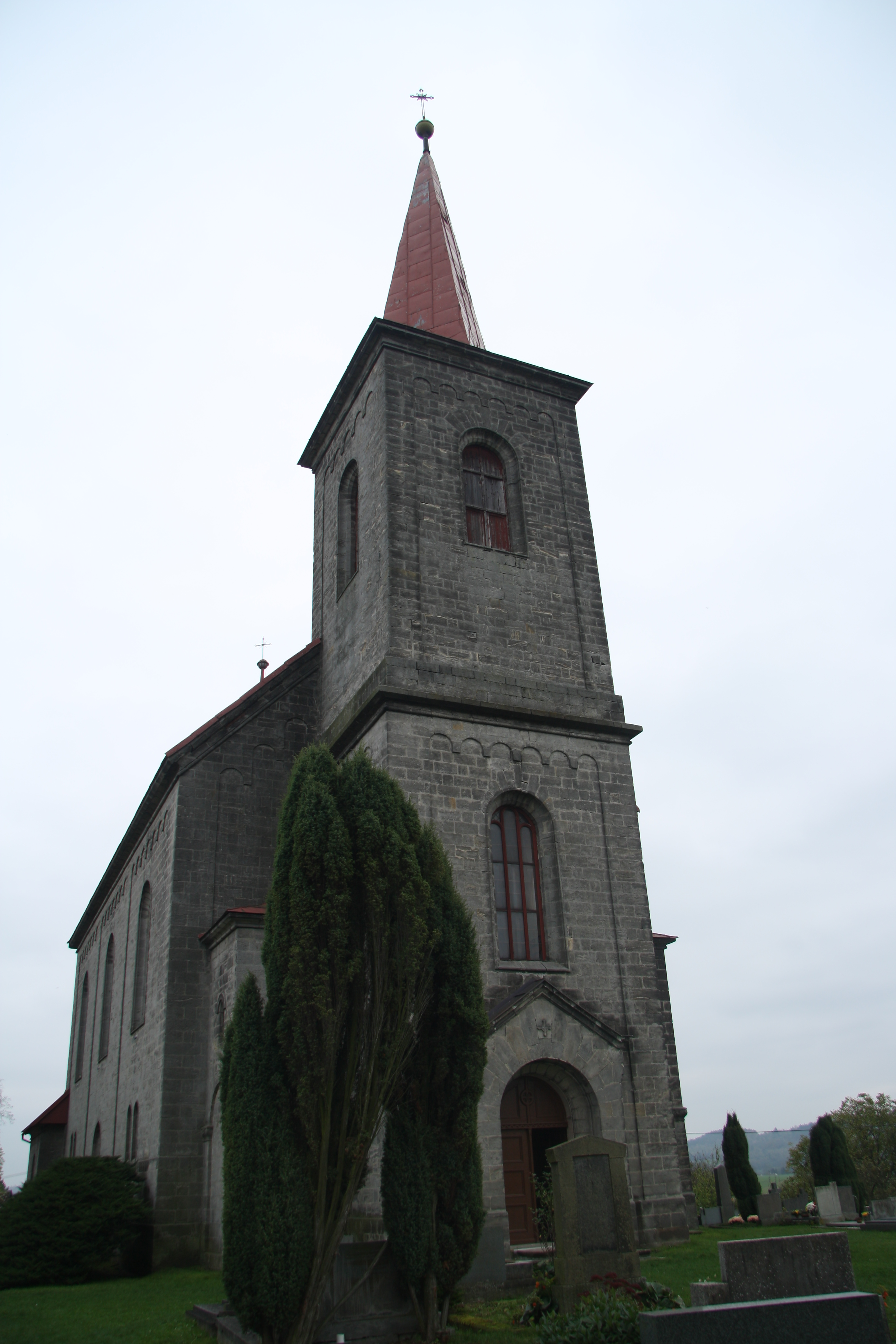
Pohled na újezdský kostel ze hřbitova

Stojí na místě staršího kostela, který shořel 25. května 1866 po úderu blesku. Stavba nového kostela však začala nedlouho poté podle plánů J. Prevota. V roce 1871 byl kostel vysvěcen. Za plně dokončený se považuje od 1874.

## Architektura
Kostel je pseudorománský, trojlodní se stejnými loděmi a příčnou lodí. Presbytář je obdélný a půlkruhovitě uzavřený. Kostel má západní hranolovou věž. Zevně je ozdoben obloučkovým vlysem a vysokými okny s trojdílnou kružbou. Uvnitř je sklenut křížově na pilířích. V bočních lodích se nacházejí empory.

### Vybavení
Vnitřní zařízení je pseudorománské, pocházející z období výstavby kostela. Hlavní oltář je sloupový, portálový. Podobně jsou zhotovené i boční oltáře, přičemž levý oltář nese obraz Panny Marie a oltář vpravo starší obraz sv. Filipa a Jakuba, dílo pocházející z 18. století.

## Okolí kostela
Při silnici se nachází socha sv. Josefa z roku 1902, která je dílem hořické kamenické školy.